# Bertula figurata
Bertula figurata là một loài bướm đêm trong họ Erebidae.